# Опєкушин Олександр Михайлович
Олекса́ндр Миха́йлович Опєку́шин (*16 (28) листопада 1838, Свєчкіно, Ярославська губернія Російської імперії — †4 березня 1923, Рибниця, Ярославська область РРФСР) —  російський скульптор мерянського походження.  Автор відомого пам'ятника Олександру Пушкіну у Москві та українському меценату Івану Харитоненку у місті Суми. Учень данського скульптора Д. Йенсена. 

## Біографія
Олександр Опєкушин народився 16 листопада 1838 у мерянському селі Свєчкіно Ярославської губернії Російської імперії. Освіту здобув у Малярській школі товариства заохочення художників та у скульптурній майстерні у Санкт-Петербурзі під керівництвом професора Д. Йенсена.
Після цього навчався у Петербурзькій імператорській академії мистецтв, котра 1864 присвоїла йому звання некласного художника за скульптурні ескізи «Велізарій» та «Амур і Психея». У 1869 році був підвищений у званні до класного художника 2 ступеня, а у 1870 році — до класного художника 1 ступеня за бюст Шувалової та за сім колосальних фігур, виліплених для петербурзького монументу імператриці Катерині II. У 1874 наділений званням академіка (за бюст цесаревича Миколи II Олександровича та статую Петра Романова).
За перший період своєї творчості Опєкушин створив чимало орнаментальних ліпних робіт для споруд Санкт-Петербурга та був одним із головних співробітників Михайла Микешина у роботі зі створення  монументу московській володарці німецького походження Єкатерині II.
Для Всеросійської промислової виставки 1882 у Москві створив спільно з Михайлом Микешиним та архітектором Дмитром Чичаґовим дві парні скульптурні композиції «Волга» та «Нафта». 1898  створив пам'ятник імператору Александру II біля південної стіни московського Кремля (пам'ятник зруйнували), а 1912 — імператору Александру III біля храму Христа (так само зруйнований).
З-поміж робіт Опєкушина найвідомішими є 
в Україні:  
- пам'ятник адміралу Ґрейґу у Миколаєві;
- пам'ятник меценату Івану Харитоненку у місті Суми;

в Естонії: 
- пам'ятник Карлу фон Беру у Тарту (1886);

на Московщині:
- пам'ятники Олександру Пушкіну у Москві (відкритий у 1880 році), Санкт-Петербурзі (1884) та Кишиневі (1885);
- пам'ятник Михаїлу Лермонтову у П'ятигорську (1889).